# 耿谆
耿谆（1915年11月6日—2012年8月27日），字信庵，河南襄城人，中国二战劳工，因领导“花冈起义”及推动对日索赔诉讼而闻名。他亦是中国民间向日本企业追责的第一人。

## 生平
1915年11月6日，耿谆生于中华民国河南省开封道襄城县（今中华人民共和国河南省许昌市襄城县），幼年因家遭土匪劫掠致贫，耿谆读私塾四年，并短暂就读于襄城中学，后因经济困难辍学。1932年，耿谆加入国民革命军第十五军，中国抗日战争全面爆发后他参与了多次重大战役：包括忻口会战、中条山会战和豫中会战。历任文书、排长、上尉连长等职。1944年5月，耿谆率部参加洛阳保卫战，战斗中腹部被子弹贯穿因失血过多被日军俘虏。
1944年8月，耿谆与其他中国战俘被日军强征至大日本帝国秋田县花冈町（今大馆市），为鹿岛组（现鹿岛建设公司）做苦役。期间，劳工们遭到非人的虐待，在饥寒交迫的情况下作业，许多人因冻伤、饥饿或虐待致死。
1945年6月30日，不堪忍受虐待的中国劳工在耿谆组织发动花冈暴动，起义劳工杀死日本监工后成功出逃，但终被日军镇压。暴动及之后的虐待导致约115名中国劳工死亡，耿谆等领导者被捕，被秋田地方法院判处死刑（后改判无期徒刑，日本投降后被释放）。至日本投降时，共有418名中国劳工在花冈丧生，史称“花冈惨案”。
1946年11月，耿谆回到中国于襄城务农，1987年他联合其他花冈惨案幸存者及遗属，赴日起诉鹿岛建设公司，要求谢罪、赔偿及建立纪念馆。1995年，耿谆作为首席原告向东京地方法院提起诉讼，成为中国民间向日索赔的第一案。2000年，诉讼以和解告终，鹿岛建设捐出5亿日元设立“花冈和平友好基金”，但拒绝认罪。耿谆对此发表《严正声明》，拒绝领取款项，并谴责和解为“屈辱性结果”。
耿谆为中国国民党革命委员会党员，曾任河南省政协委员、许昌市政协常委、襄城县政协副主席等职务。晚年致力于宣传和平，常宣讲亲身经历警示后人。他亦是知名书法家，曾出版《耿谆书法选》。2005年，他获中国政府颁发“中国人民抗日战争胜利60周年纪念章”。
2012年8月27日下午5时20分，耿谆于襄城家中逝世，享年96岁。8月31日，耿谆遗体告别仪式在襄城县殡仪馆举行。